# Леви, Дебора
Дебора Леви (нем. Deborah Levi; род. 28 августа 1997[…], Дилленбург, Гессен, Германия) ― немецкая бобслеистка, чемпионка XXIV Зимних Олимпийских игр 2022 года в Пекине, чемпионка мира 2025 года, призёр чемпионатов мира.

## Биография
Родилась 28 августа 1997 года в Дилленбурге, Германия.
Выиграла бронзовую медаль на чемпионате мира по версии IBSF 2021 года и золотую медаль на зимних Олимпийских играх 2022 года в соревнованиях среди женщин (двойки)
. 